# Petrobius adriaticus
Petrobius adriaticus is een rotsspringersoort uit de familie van de Machilidae. De wetenschappelijke naam van de soort is voor het eerst geldig gepubliceerd in 1910 door Verhoeff.